# Комой
Комой — деревня в Эхирит-Булагатском районе Иркутской области России. Входит в состав Тугутуйского муниципального образования. Находится примерно в 14 км к юго-востоку от районного центра.

## Население
| 2002 | 2010 | 2011 | 2012 |
| ---- | ---- | ---- | ---- |
| 249  | ↘201 | ↘200 | ↗206 |

По данным Всероссийской переписи, в 2010 году в деревне проживал 201 человек (98 мужчин и 103 женщины).